# 8819 Chrisbondi
A 8819 Chrisbondi (ideiglenes jelöléssel 1985 RR4) a Naprendszer kisbolygóövében található aszteroida. Henri Debehogne fedezte fel 1985. szeptember 14-én.